# Quoridor
Quoridor ist ein Strategiespiel für zwei oder vier Personen von Mirko Marchesi. Es erschien 1997 in verschiedenen Ländern durch die Spieleverlage F.X. Schmid, Gigamic und der Great American Trading Company.

## Regeln

Ausgangsstellung bei 4 Spielern
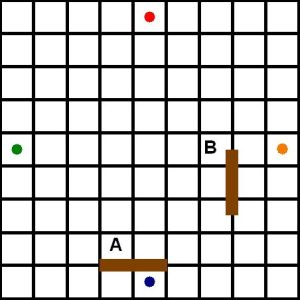
A = korrekte Blockade mit der Wand B = inkorrekt

Das Spielfeld besteht aus 9×9 Feldern und das Ziel besteht darin, mit seiner eigenen Figur die gegenüberliegende Seite des Spielbrettes als Erster zu erreichen. Zu Beginn besitzt jeder Spieler noch einige Wände: 20 Stück werden gerecht zwischen den Spielern aufgeteilt. Es wird reihum gespielt, dabei darf der Spielstein (sofern der Weg nicht blockiert ist) in alle vier Himmelsrichtungen bewegt werden. Der Spieler kann an Stelle eines Zuges seiner Spielfigur auch eine 2 Felder lange Wand setzen und so den Weg der Gegner blockieren – oder sich einen Korridor offenhalten. Dabei ist zu beachten, dass nach jedem Zug alle Parteien noch die Möglichkeit haben müssen, ihre Zielseite zu erreichen und dass sie die Wandsteine selbst nicht kreuzen dürfen.

## Auszeichnungen
Das Spiel wurde 1997 mit dem Mensa Select, einem Preis der alljährlich durch die American Mensa an fünf Brettspiele vergeben wird, ausgezeichnet. Weiter wurde es vom Games Magazine zum Game of the Year 1998 ausgezeichnet.

## Ähnliche Spiele
2004 erschien bei Gigamic das Spiel Quoridor Kid. Auch eine Reiseausgabe Quoridor Travel ist bei Gigamic erschienen.

## Mindsportsolympiade
Im Rahmen der Mindsportsolympiade 2020 wurde ein Quoridor-Turnier gespielt.